# Коо (село)
Коо — село в Улаганском районе Республики Алтай России.

## География и история
Основано в последней трети XIX века. Стоит на левом берегу реки Чулышман. К нему ведет гравийная дорога из Улагана. К северу от села находятся грунтовые дороги, позволяющие достичь южного берега Телецкого озера. В селе имеется церковь Св. Николая, основанная около 2000 года.

## Население
| 2010 | 2011 | 2012 | 2013 | 2014 | 2015 | 2016 |
| ---- | ---- | ---- | ---- | ---- | ---- | ---- |
| 240  | →240 | ↗248 | →248 | ↘239 | ↘231 | ↗236 |

По данным переписи 2002 года, большинство составляли алтайцы-теленгиты.

## Достопримечательности
Примерно в 5 км от села и в 15 км от места впадения Чулышмана в Телецкое озеро в урочище Аккурум находится природная достопримечательность «Каменные грибы» с одноимённой турбазой и минимальной туристической инфраструктурой.

## Климат
| Показатель                                                                                | Янв.  | Фев.  | Март  | Апр. | Май  | Июнь | Июль | Авг. | Сен. | Окт. | Нояб. | Дек.  | Год  |
| ----------------------------------------------------------------------------------------- | ----- | ----- | ----- | ---- | ---- | ---- | ---- | ---- | ---- | ---- | ----- | ----- | ---- |
| Абсолютный максимум, °C                                                                   | 5,0   | 11,0  | 18,0  | 32,0 | 28,0 | 33,0 | 34,0 | 30,0 | 26,0 | 26,0 | 16,0  | 7,0   | 34,0 |
| Средний суточный максимум, °C                                                             | 2,0   | 6,4   | 14,0  | 22,0 | 24,9 | 29,3 | 30,7 | 28,7 | 23,7 | 17,4 | 10,9  | 3,3   | 17,8 |
| Средняя температура, °C                                                                   | −6,7  | −4,4  | 1,3   | 7,8  | 12,1 | 18,0 | 19,4 | 18,3 | 12,2 | 5,3  | −2,5  | −4,5  | 6,5  |
| Средний суточный минимум, °C                                                              | −16,9 | −17,1 | −11,3 | −4,7 | 0,1  | 8,4  | 11,4 | 9,0  | 1,7  | −4,3 | −15,6 | −14,7 | −4,5 |
| Абсолютный минимум, °C                                                                    | −26   | −24   | −15   | −11  | −5   | 6,0  | 9,0  | 7,0  | −2   | −9   | −22   | −18   | −26  |
| Источник: Статистика с февраля 2015 по декабрь 2021 https://www.gismeteo.ru/diary/195319/ |       |       |       |      |      |      |      |      |      |      |       |       |      |